# Киекбаев, Джалиль Гиниятович
Джали́ль Гиния́тович Киекба́ев (баш. Кейекбаев Жәлил Ғиниәт улы; 25 октября 1911, дер. Каран-Елга Стерлитамакского уезда Уфимской губернии, ныне в Гафурийском районе, Республики Башкортостан — 19 марта 1968, г. Уфа) — советский лингвист-тюрколог, доктор филологических наук (1960), профессор (1961), организатор науки и высшего образования, видный башкирский писатель, член Союза писателей Башкирской АССР. Основоположник башкирского языкознания и родоначальник современной башкирской школы урало-алтайских языков.Отличник народного просвещения РСФСР (1967), заслуженный деятель науки БАССР (1961).

## Биография
Дж. Г. Киекбаев родился в 1911 году в ауле Каран-Елга Уфимской губернии, в семье Гиниятуллы Загидулловича и Гарифы Мурзакаевны Киекбаевых. Гиниятулла Киекбаев окончил Утяковское медресе, которым заведовал известный просветитель Хабибназар Утяки (Хабибназар Мухаметкафиевич Сатлыков), дружил с поэтом Мажитом Гафури.
Учился в Макаровской школе II ступени села Макарово.
В 1929—1932 годах учился в педагогическом техникуме в Уфе. В эти годы начал печатать свои стихи под псеводнимом Жалиль Табын.
Окончил отделение германской филологии Первого Московского государственного педагогического института иностранных языков (1937), после чего один год работал учителем немецкого языка в Рошальской средней школе Московской области. С 1938 года работал в Уфимском учительском институте иностранных языков (зам. директора по учебной части, с января 1941 г. — по учебной и научной работе), в годы войны временно уехал в родной район в связи с необходимостью размещения эвакуированных преподавателей в городе Уфе, с 1942 года— директор Саитбабинской средней школы Гафурийского района.
Преподавал иностранные языки в различных средних школах и высших учебных заведениях республики. В 1943—1944 годах — главный редактор Башкирского книжного издательства. В 1944—1953 годах работал в Уфимском авиационном институте (ныне Уфимский университет науки и технологий) до 1946 и с 1948 года — заведующий кафедрой иностранных языков.
Защитив в МГУ кандидатскую диссертацию на тему «Орфоэпия башкирского литературного языка» в 1948 году, Дж. Г. Киекбаев перешёл на работу в Башкирский госпединститут, где прошёл путь от старшего преподавателя до декана факультета иностранных языков. Большое влияние на формирование научных взглядов Дж. Г. Киекбаева оказал научный руководитель его кандидатский диссертации — член-корреспондент Академии наук СССР, выдающийся тюрколог и востоковед Н. К. Дмитриев.
С 1951 по 1968 год заведовал кафедрой башкирского языкознания Башкирском государственном педагогическом институте им. К. А. Тимирязева (ныне Уфимский университет науки и технологий). С 1957 по 1961 год — проректор БашГУ (ныне Уфимский университет науки и технологий) по учебной работе.
В 1960 году защитил докторскую диссертацию «Фонетика башкирского языка (опыт описательного и сравнительно-исторического исследования)». В 1961 году присвоено звание профессора, в 1967 году — звание заслуженного деятеля науки Башкирской АССР.
Вёл большую общественную работу, являлся членом Советского комитета солидарности стран Азии и Африки.
В литературу Джалиль Киекбаев пришел в 1930-е годы. Наряду с плодотворным творчеством в поэзии, он активно занимался переводом с немецкого языка на башкирский произведений Гёте, Гейне, Эриха Вайнерта, Вилли Бределя, Фридриха Вольфа (был его переводчиком в 1936 году в Уфе), братьев Гримм. В годы Великой Отечественной войны писал кубаиры, очерки, рассказы на патриотическую тематику.
Автор книги для детей на башкирском языке «Урман әкиәттәре» (1954; в рус. пер. «Лесные сказки», 1956);перевел сказки Я.Гримма (1940; «Немец халыҡ әкиәттәре»), с венгерского языка — народные сказки (1963; «Венгр халыҡ әкиәттәре»; в соавторстве).

## Научная деятельность
Дж. Г. Киекбаев впервые[уточнить] в тюркологии обосновал сущность фонемы как единицы, которая служит не только для образования слов и морфем, но и для различения их значений. Способность фонемы дифференцировать слова является её социальной функцией.
В 1966 году опубликовал фундаментальный труд «Лексика и фразеология современного башкирского литературного языка». В монографии уделено определённое внимание также лексическим заимствованиям из русского, арабского, персидского и других языков.
В 1966 году опубликовал учебное пособие по башкирскому языку для студентов заочного отделения филологического факультета БашГУ (ныне Уфимский университет науки и технологий), где подробно изложены грамматические категории именных частей речи и глагола.
В 1967 году в Москве на симпозиуме по тюркскому языкознанию Дж. Г.Киекбаев выступил с докладом, в котором ознакомил ученых основным содержанием своих работ, доказывающих родство тюркских и урало-алтайских языков. После жарких споров, ученые согласились с его выводами.
Посмертно в 1996 году была опубликована монография Киекбаева «Основы исторической грамматики урало-алтайских языков» (в рукописи получившая положительные рецензии Н. А. Баскакова, М. З. Закиева и Б. А. Серебренникова), в которой автор основывает сравнительное рассмотрение языков на основе категории определённости и неопределённости.

### Основные работы
- «Башкирское литературное произношение» (1954);
- «Вопросы башкирской топонимики» (1956);
- Сингармонизм в заимствованиях из арабского и персидского языков. Учитель Башкирии. — 1957 — № 7. — с. 24—28.
- «Башкирские диалекты и краткое введение к их истории» (1958);
- Фонетика башкирского языка (опыт описательного и сравнительно-исторического исследования). Уфа, 1958 (на башк. яз.);
- Лексика и фразеология современного башкирского языка. Уфа, 1966 (на башк. яз.);
- О происхождении некоторых падежных форм в урало-алтайских языках в свете теории определённости-неопределенности // Вопросы методологии и методики лингвистических исследований. Уфа, 1966, с. 175—180.
- Введение в урало-алтайское языкознание. Уфа, 1972;
- Основы исторической грамматики урало-алтайских языков. Уфа, 1996;
- Избранные статьи. Уфа, 2002.

Художественные произведения
- Родные и знакомые: Роман. — Уфа: Башк. книж. изд-во, 1991. — 352 с. (На башк. яз.)

## Память
В 1991 году в Гафурийском районе РБ учреждена ежегодная премия имени Джалиля Киекбаева.
Именем Джалиля Киекбаева названы улицы в Уфе и селе Красноусольский Гафурийского района; открыты музей и мемориальный кабинет Джалиля Киекбаева в Башкирском госуниверситете; учреждена стипендия его имени в БГУ (ныне Уфимский университет науки и технологий) (1997). В Уфе на доме, где жил Джалиль Гиниятович Киекбаев, установлена мемориальная доска. В с. Каран-Елга Гафурийского района РБ открыт дом- музей профессора, средней школе с. Каран-Елга присвоено имя Дж. Киекбаева .

## Семья
Три сына (Искандер, Ильяс, Мурат) и дочь (Зугра). Младший сын — Мурат Киекбаев, учёный-социолог, депутат Государственной думы РФ V созыва. Зугра Киекбаева- кандидат педагогических наук, доцент кафедры педагогики Башкирского государственного педагогического университета имени М.Акмуллы.

## Награды
- Орден Ленина (1967)[источник не указан 1519 дней]
- Орден Знак почёта (1961)[источник не указан 1519 дней]